# Avat
Avat, även känt som Awati, är ett härad som lyder under prefekturen Aksu i Xinjiang-regionen i nordvästra Kina.